# Арена (фильм, 2012)
«Арена» (англ. "Arena") — короткометражный фильм режиссёра Эдуарда Бордукова, снятый в 2012 году. Мировая премьера состоялась на 66-м Каннском кинофестивале в рамках внеконкурсной программы ShortFilmCorner.

## Сюжет
Это Москва. Это арена. Безжалостный лабиринт дворов, из которых не выбраться. Их трое: узбекский парень и двое полицейских курсантов. Они жертвы, их участь предрешена, помощи ждать не от кого — люди жаждут хлеба и зрелищ.

## О фильме
Мы часто слышим такие истории про национальные конфликты, они щекочут наши нервы, но чаще всего мы не являемся свидетелями или героями этих историй, они происходят где-то там, далеко от нас. И наше отношение к этим людям не меняется. Но все эти истории про нас. Эти герои находятся на арене перед нами. И история получается ещё и о том, как общество наблюдает за всем этим, и редко кто, увидев такую ситуацию, сообщит в полицию, не говоря уже о том, чтобы вмешаться и заступиться.Эдуард Бордуков, автор сценария и режиссёр
Это жесткая, драматическая история. Там много ненормативной лексики… История про то, как два полицейских, молодых курсанта, оказываются свидетелями того, как скинхеды нападают на парня нерусской национальности. Так выходит, что курсанты тоже попадают под раздачу и вынуждены спасаться бегством вместе с этим парнем. В общем, это история про то, что есть скинхеды и их мало кто любит, есть полицейские, которых тоже особо не уважают, и есть этот нерусский парень, который олицетворяет разные национальности, и их тоже не принимает общество.
Когда «Арену» посмотрел один режиссёр из США, который работает в России сейчас, он рассказал мне такую историю. В одном неблагополучном районе Нью-Йорка банда напала на женщину, 40 минут они издевались над ней, насиловали, обокрали и убежали. И за все эти 40 минут из соседних домов никто не позвонил в полицию. Эта история получила большой резонанс, и очень много обсуждали вопрос: почему никто не сообщил в полицию? То есть это явление — безразличие — свойственно любому обществу. Про это я и пытался рассказать. А национальный вопрос — это лишь предлог.

## Участие и награды
В 2012 году фильм «Арена», режиссёра Эдуарда Бордукова, стал участником программы ShortFilmCorner 66-го Каннского кинофестиваля. Одну из главных ролей в фильме исполнил известный молодой актер Азамат Нигманов (Приз за лучшую мужскую роль на 23-м фестивале «Кинотавр» за фильм «Конвой», режиссёр Алексей Мизгирев).
- 2013 Специальный приз «Гранат» от партнёров «KONIK Film Festival» ГБУК «Московское кино» на «KONIK» Film-Festival в Москве[8] — фильм «Арена»
- 2013 Участник внеконкурсной программы «Неформат» 1-го Международного фестиваля короткометражного кино «КОРОЧЕ» в Калининграде[9] — фильм «Арена»
- 2013 Участник программы «БЕЗ АНЕСТЕЗИИ» 9-го Международного фестиваля короткометражного кино и анимации OPEN CINEMA в Санкт-Петербурге[10] — фильм «Арена»
- 2013 Участник программы «Коротко и ясно» VII Международного кинофестиваля им. Андрея Тарковского «Зеркало» в Иваново[11] — фильм «Арена»
- 2013 Участник программы ShortFilmCorner 66-й Каннский кинофестиваль[7] — фильм «Арена»
- 2013 Участник внеконкурсной программы кинофестиваля Monaco Charity Film Festival 2013 в Монако[12] — фильм «Арена»
- 2013 Диплом на 36-м кинофестивале Grenzland-Filmtage в Германии[13] — фильм «Арена»
- 2013 Участник конкурсной программы 14-го KAN Film Festival в Польше[14] — фильм «Арена»
- 2013 Участник конкурсной программы 5-го Ljubljana International Short Film Festival в Словении[15] — фильм «Арена»

## Критика
Редакция газеты «Вечерняя Москва» о режиссёре, актёрах и о фильме:
Эдуард Бордуков — не дебютант. На его счету уже четыре фильма — «Один», «Кризис», «Коробка», наконец, «Арена». Он начинал как монтажер. Постепенно овладел профессией сценариста и режиссёра. Кстати, Азамат — уже опытный артист, снявшийся почти в двух десятках картин. Но мы его запомнили, прежде всего, по главной роли в картине Алексея Мизгирева «Конвой», где он предстал необыкновенно органичным. Нигманов, похоже, обречен играть и дальше роли всевозможных «гостей столицы» — узбеков, туркменов, таджиков: он похож одновременно на все среднеазиатские национальности.

## В ролях
- Азамат Нигманов[17]— Ербалат
- Влад Дунаев — Коля
- Вадим Дорофеев — Семён
- Илья Жинило — лидер скинхедов
- Александр Владимирцев, Дмитрий Морозов, Дарья Гусак, Глеб Сибилев, Ярослав Антонов, Юлиана Кошелева, Юрий Фомин — скинхеды
- Ника Познянская — девочка
- Янина Когут — бабушка
- Игорь Чернышов — водитель

## Съёмочная группа
Автор сценария: Эдуард Бордуков
ПРОДАКШН
Продюсерская группа
- Продакшн продюсер: Рамиль Хайрулин
- Исполнительный продюсер: Юлия Завьялова

Режиссёрская группа
- Режиссёр-постановщик: Эдуард Бордуков
- Вторые режиссёры: Татьяна Гулина, Анна Литейщикова
- Помощник режиссёра: Юлиана Кошелева
- Редактор: Мария Ревкова

Операторская группа
- Оператор-постановщик: Илья Кондратьев
- Второй оператор: Иван Прокунин
- Ассистенты оператора: Стас Чудаков, Александр Кошелев, Игорь Чернышов
- Механики камеры: Иван Беклемышев, Александр Кондратьев
- Техник: Сергей Стёпин
- Фотограф на площадке: Татьяна Гулина
- Оператор фильм о фильме: Игорь Чернышов

Художественно-постановочная группа
- Художник-постановщик: Оксана Фоминова

Художественно-костюмерная группа
- Художник по костюмам: Ася Шенталинская
- Ассистент художника по костюмам: Мария Чукова
- Художник по гриму: Александра Пименова
- Визажист: Лариса Ибрагимова

Звукооператорская группа
- Звукорежиссёр на площадке: Максим Старченко, Ксения Демидова
- Звукооператор: Ян Соболевский
- Бум-операторы: Михаил Дозоров, Дмитрий Колесников, Дмитрий Забродин

Постановка трюков: Игорь Чернышов
Административная группа
- Кастинг-директор: Анна Литейщикова
- Технический директор: Илья Кондратьев

ПОСТ-ПРОДАКШН
- Постпродакшн продюсер: Дмитрий Куповых, Рамиль Хайрулин

Монтаж
- Режиссёр монтажа: Александр Кошелев

Постпродакшн звука
- Звукорежиссёр: Алексей Архипов
- Звукотехник: Татьяна Ким

Компьютерная графика
- Режиссёр по спецэффектам и графики: Игорь Чернышов

Цветокоррекция: Анастасия Дюкарева
Перевод: Иван Беклемышев